# Dewletberdi
Dewletberdi fou un efímer kan de l'Horda d'Or vers 1427. Khuandemir el fa fill de Taix Timur, i altres el consideren fill de Jabbarberdi i, per tant, net de Toktamix. En aquest cas per agafar la primera versió s'ha de considerar que no seria possible si com sembla fou eliminat per Ulugh Muhammad Khan, que era el protector de la casa de Toktamix (de la que ell mateix era un col·lateral), però seria possible si no pertanyia a aquesta família encara que no fos fill de Tash Timur.
Així la versió més probable dels fets seria que aprofitant l'absència de Burrak Khan ocupat en la lluita contra el timúrides per Sighnak a l'est, Ulugh Muhammad Khan va atacar l'Horda i es va establir com a kan a Sarai. Burrak Khan va tornar amb les seves forces i va començar la lluita. Dewletberdi en la confusió es va revoltar a Crimea amb el suport d'algunes tribus i breument va aconseguir ser kan a Sarai. El viatger bavarès Schultbeiger diu que només fou kan tres dies abans de ser derrotat per Burrak Khan, però com que va encunyar moneda (a Nova Sarai i a Astracan, datades el 831 que equival al 1427/1428)) tres dies són massa pocs i en tot cas serien només tres dies a Sarai; Burrak Khan va prendre de nou el poder però va acabar derrotat al cap de poc per Ulugh Muhammad Khan i mort per aquest o per Kutjuk Muhammad (Kučuk Muhammad), un príncep que s'oposava a Burrak Khan i reclamava per a la seva nissaga les terres entre el riu Ural i el Sirdarià.
Clifford Edmund Bosworth a The New Islamic Dynasties: A Chronological and Genealogical Manual, pàgina 253, li assigna ja un intent de governar el 1419 (fins vers 1421) segurament a Crimea, però falta conèixer la font en què es basa. Seguidament Bosworth s'inclina pels fets com abans indicats quan diu que Dewletberdi es va establir a Crimea vers el 1427 i hauria intentat ser kan en oposició a Burrak i a Ulugh Muhammad. Va governar a Crimea fins i el 1429 va fer front a la invasió d'Ulugh Muhammad; es va defensar amb cert èxit fins que Ulugh Muhammad es va retirar a la mort del seu aliat Vitautes de Lituània. Dewletberdi va conservar el poder fins a la seva mort el 1432. Com que Ulugh Muhammad va donar suport a Segimon I en la lluita pel tron a Lituània, l'altre pretendent, Suidrigailo (germà de Jagelló), va donar suport a Dewlwtberdi (1431-1432).
A Crimea s'hi havia establert el 1424 Hadjdji Kerey ibn Ghiyath al-Din Khan (Hacı I Giray), un net de Tash Timur i fill de Ghiyath al-Din Khan, que alguns fan germà de Dewletberdi. Dewletberdi s'hauria establert a Solgat o Solghat on s'esmenta com a kan el 1429 però amb pretensions sobre tota l'Horda (mentre que Hacı I només aspirava a governar Crimea). Aquesta dualitat a la península li va fer impossible consolidar el seu poder i finalment fou assassinat el 1432. El seu fill Äxmät no va poder fer front a les forces combinades d'Ulugh Muhammad i d'Hacı I Giray i fou derrotat per aquest vers 1433 o 1434, iniciant-se el Kanat de Crimea. Suidrigalo de Lituània i Basili II de Moscou van donar suport a Axmat, i després del 1433 van donar suport a Sayyid Ahmad I.
És possible que una filla seva de nom desconegut fos l'esposa de Joan IV de Trebisonda.